# Saint-Sernin-du-Plain
Pour les articles homonymes, voir Saint-Sernin.
Saint-Sernin-du-Plain est une commune française située dans le département de Saône-et-Loire, en région Bourgogne-Franche-Comté.

## Géographie

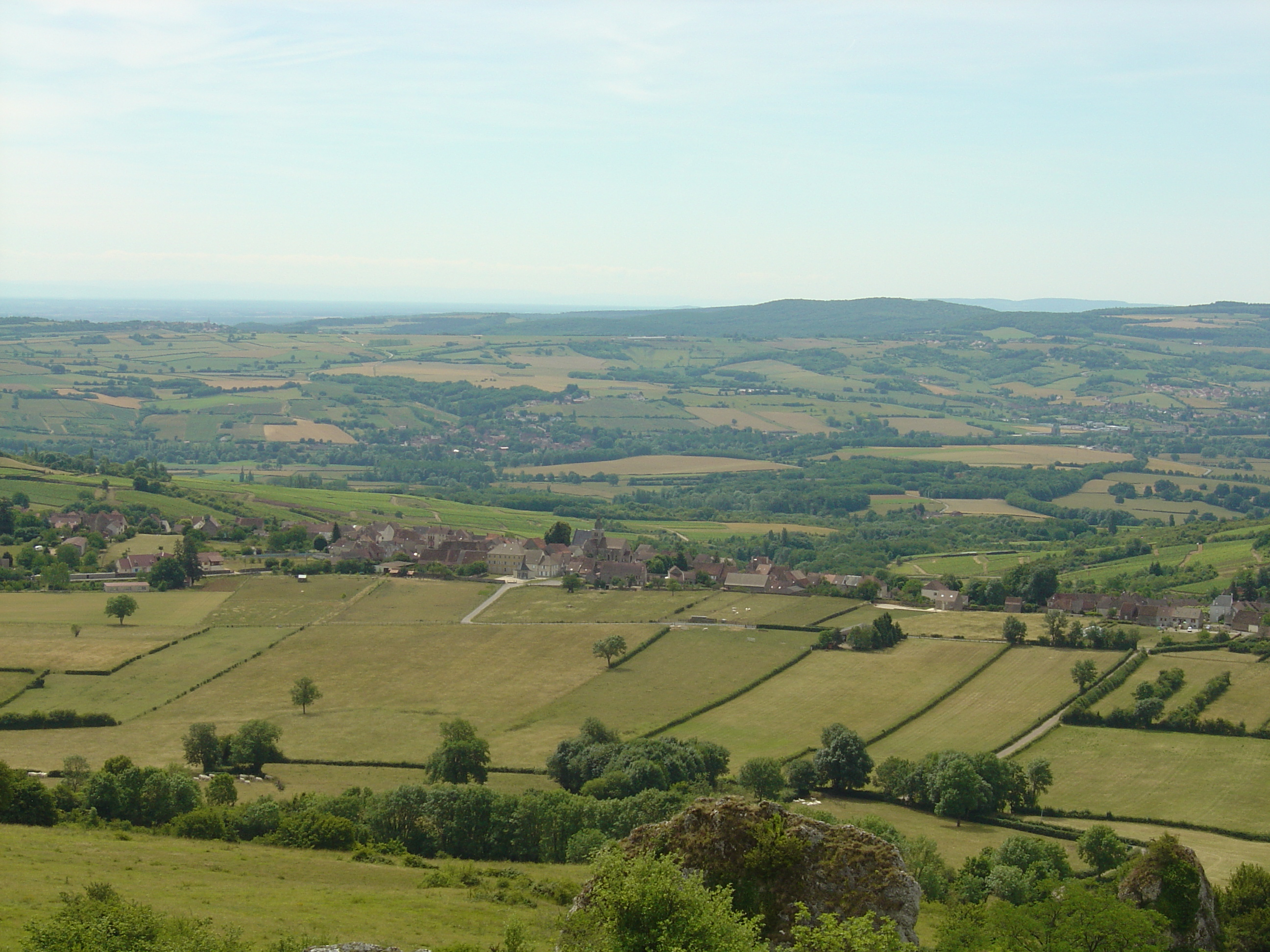
Vue générale de Saint-Sernin-du-Plain depuis le mont de Rome Château.

Village viticole et agricole.

### Géologie et relief
La commune renferme du minerai de fer.

### Climat
Pour des articles plus généraux, voir Climat de la Bourgogne-Franche-Comté et Climat de Saône-et-Loire.
En 2010, le climat de la commune est de type climat océanique dégradé des plaines du Centre et du Nord, selon une étude du Centre national de la recherche scientifique s'appuyant sur une série de données couvrant la période 1971-2000. En 2020, Météo-France publie une typologie des climats de la France métropolitaine dans laquelle la commune est exposée à un climat océanique altéré et est dans la région climatique Bourgogne, vallée de la Saône, caractérisée par un bon ensoleillement (1 900 h/an), un été chaud (18,5 °C), un air sec au printemps et en été et des vents faibles.
Pour la période 1971-2000, la température annuelle moyenne est de 10,4 °C, avec une amplitude thermique annuelle de 17,4 °C. Le cumul annuel moyen de précipitations est de 877 mm, avec 12 jours de précipitations en janvier et 7,3 jours en juillet. Pour la période 1991-2020, la température moyenne annuelle observée sur la station météorologique de Météo-France la plus proche, « St-Maurice-lès-Couches_sapc », sur la commune de Saint-Maurice-lès-Couches à 2 km à vol d'oiseau, est de 11,5 °C et le cumul annuel moyen de précipitations est de 803,5 mm. 
La température maximale relevée sur cette station est de 40,4 °C, atteinte le 12 août 2003 ; la température minimale est de −16,7 °C, atteinte le 20 décembre 2009,,.
Les paramètres climatiques de la commune ont été estimés pour le milieu du siècle (2041-2070) selon différents scénarios d'émission de gaz à effet de serre à partir des nouvelles projections climatiques de référence DRIAS-2020. Ils sont consultables sur un site dédié publié par Météo-France en novembre 2022.

## Urbanisme

### Typologie
Au 1er janvier 2024, Saint-Sernin-du-Plain est catégorisée commune rurale à habitat dispersé, selon la nouvelle grille communale de densité à sept niveaux définie par l'Insee en 2022.
Elle est située hors unité urbaine et hors attraction des villes,.

### Occupation des sols
L'occupation des sols de la commune, telle qu'elle ressort de la base de données européenne d’occupation biophysique des sols Corine Land Cover (CLC), est marquée par l'importance des territoires agricoles (83 % en 2018), en diminution par rapport à 1990 (85,2 %). La répartition détaillée en 2018 est la suivante : prairies (36 %), terres arables (22,2 %), cultures permanentes (15,2 %), forêts (12,9 %), zones agricoles hétérogènes (9,7 %), zones urbanisées (4,1 %). L'évolution de l’occupation des sols de la commune et de ses infrastructures peut être observée sur les différentes représentations cartographiques du territoire : la carte de Cassini (XVIIIe siècle), la carte d'état-major (1820-1866) et les cartes ou photos aériennes de l'IGN pour la période actuelle (1950 à aujourd'hui).

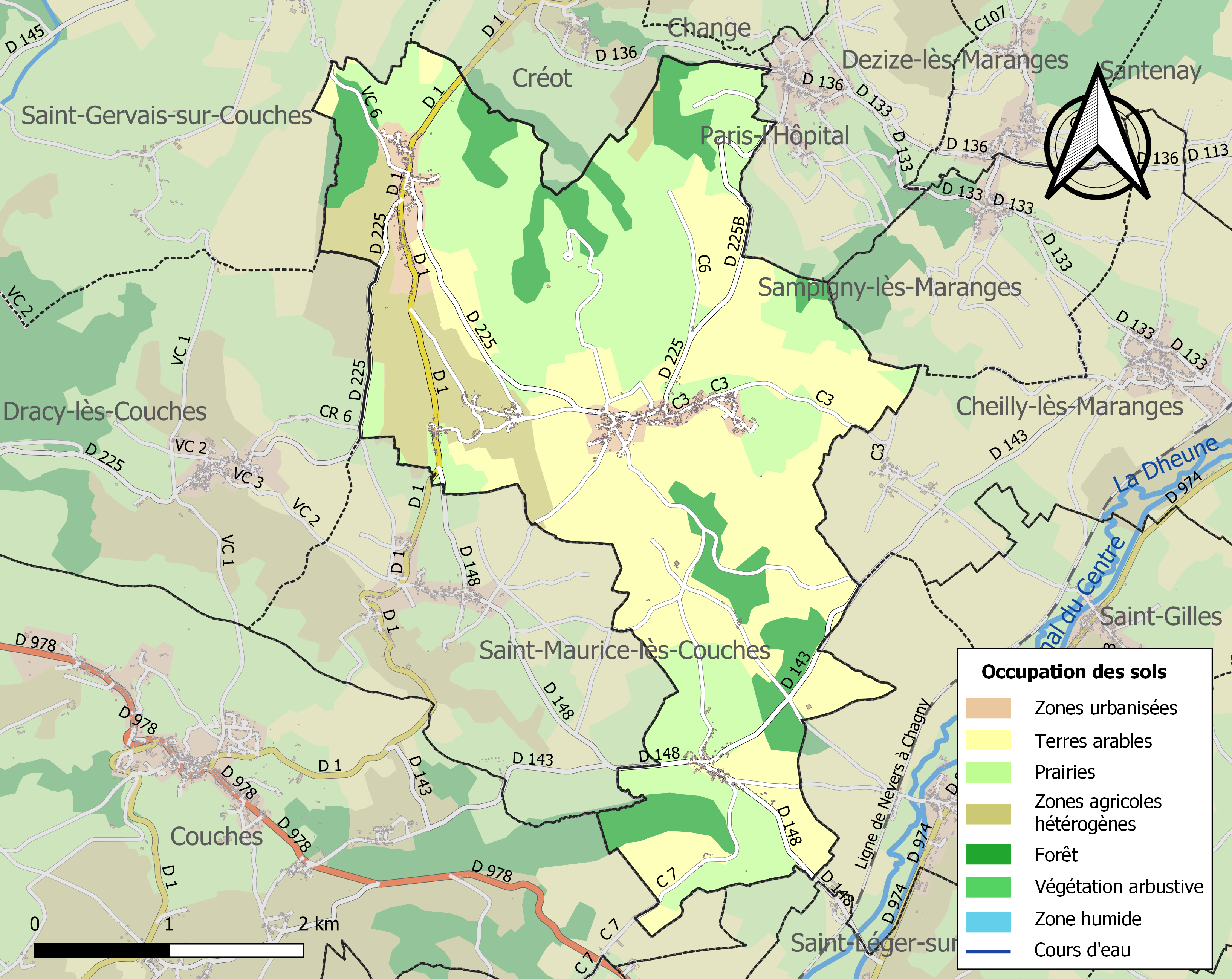
Carte des infrastructures et de l'occupation des sols de la commune en 2018 (CLC).

## Toponymie
Sanctus Saturninus de Planesia.

## Histoire
1793 : Saint-Sernin-du-Plain, dans le contexte révolutionnaire, change de nom et devient La Montagne-en-Plain.
Saint-Sernin-du-Plain (montagne de « Rome du Château », à 547 mètres d'altitude) disposa durant toute la première moitié du XIXe siècle de l'une des onze stations (ou postes télégraphiques aériens) du télégraphe Chappe implantées en Saône-et-Loire (le long de la ligne Paris-Toulon), installation mise en service en 1807 et qui cessa de fonctionner en 1853, remplacée par la télégraphie électrique.
Au hameau de Mazenay, de 1855 à 1911, fut extrait du minerai de fer (par puits de mine) par la société Schneider pour ses usines du Creusot.

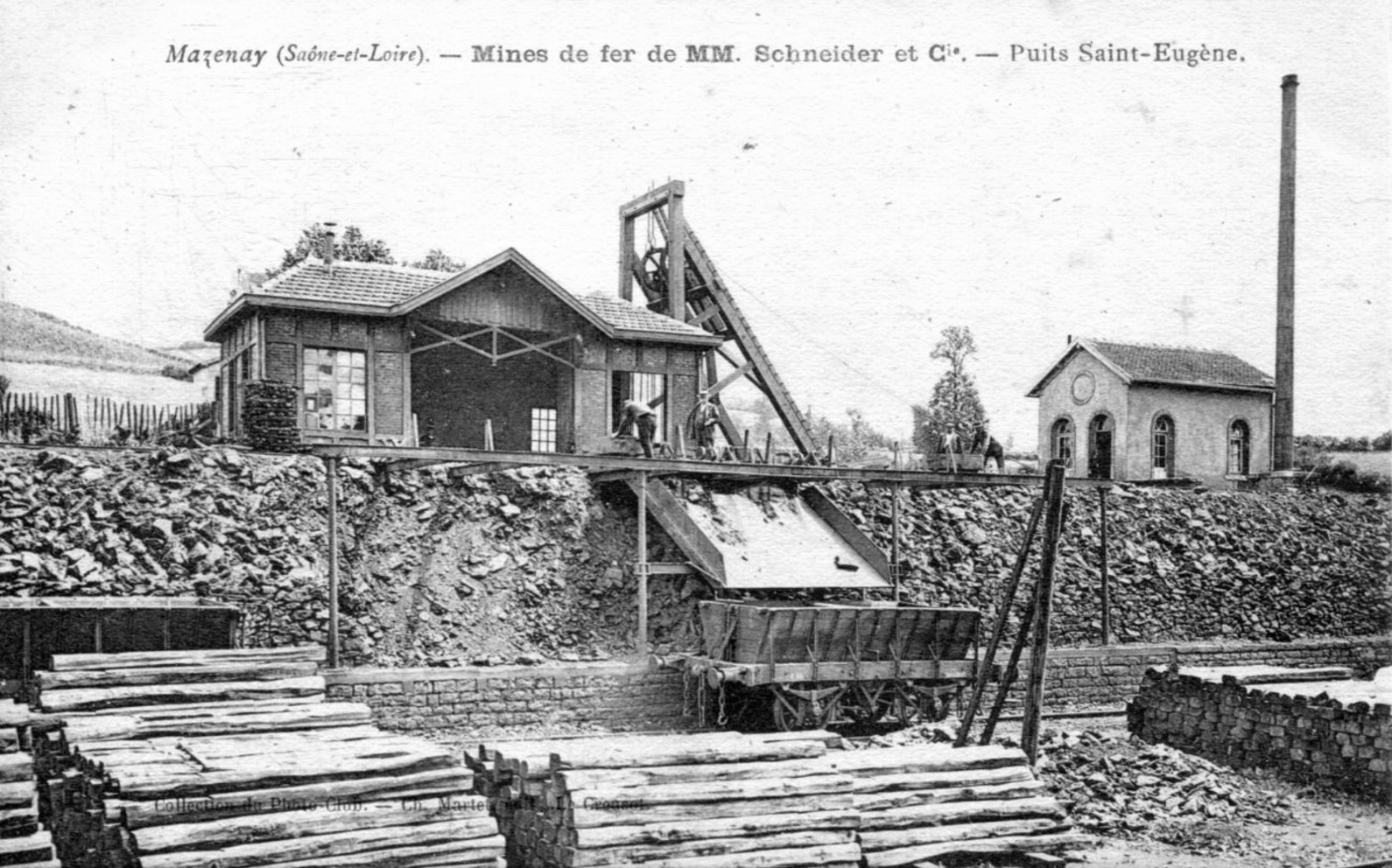
Le puits de mine de fer Saint-Eugène (Mazenay).

Dans différents lieux, des plâtrières ont permis l'exploitation du gypse.

## Politique et administration

### Listes des maires
| Période                                  | Période   | Identité            | Étiquette | Qualité |
| ---------------------------------------- | --------- | ------------------- | --------- | ------- |
| avant 1995                               | ?         | Jean-Paul Narjollet | DVD       |         |
| juin 1995                                | mars 2008 | Josette Giannini    |           |         |
| mars 2008                                | en cours  | Jean-Pierre Monnot  |           |         |
| Les données manquantes sont à compléter. |           |                     |           |         |

### Canton et intercommunalité
La commune fait partie du Grand Chalon.

## Population et société

### Démographie

#### Évolution démographique
L'évolution du nombre d'habitants est connue à travers les recensements de la population effectués dans la commune depuis 1793. Pour les communes de moins de 10 000 habitants, une enquête de recensement portant sur toute la population est réalisée tous les cinq ans, les populations de référence des années intermédiaires étant quant à elles estimées par interpolation ou extrapolation. Pour la commune, le premier recensement exhaustif entrant dans le cadre du nouveau dispositif a été réalisé en 2004.

En 2022, la commune comptait 604 habitants, en évolution de +5,41 % par rapport à 2016 (Saône-et-Loire : −1,06 %, France hors Mayotte : +2,11 %).
| 1793 | 1800  | 1806 | 1821  | 1831  | 1836  | 1841  | 1846  | 1851  |
| ---- | ----- | ---- | ----- | ----- | ----- | ----- | ----- | ----- |
| 702  | 1 038 | 867  | 1 093 | 1 208 | 1 291 | 1 384 | 1 360 | 1 430 |

| 1856  | 1861  | 1866  | 1872  | 1876  | 1881  | 1886  | 1891  | 1896  |
| ----- | ----- | ----- | ----- | ----- | ----- | ----- | ----- | ----- |
| 1 506 | 1 671 | 2 212 | 2 361 | 2 292 | 2 170 | 2 017 | 2 005 | 1 769 |

| 1901  | 1906  | 1911  | 1921  | 1926 | 1931 | 1936 | 1946 | 1954 |
| ----- | ----- | ----- | ----- | ---- | ---- | ---- | ---- | ---- |
| 1 757 | 1 621 | 1 380 | 1 018 | 973  | 912  | 871  | 755  | 802  |

| 1962 | 1968 | 1975 | 1982 | 1990 | 1999 | 2004 | 2006 | 2009 |
| ---- | ---- | ---- | ---- | ---- | ---- | ---- | ---- | ---- |
| 762  | 695  | 569  | 550  | 539  | 619  | 597  | 603  | 630  |

| 2014 | 2019 | 2022 | - | - | - | - | - | - |
| ---- | ---- | ---- | - | - | - | - | - | - |
| 583  | 596  | 604  | - | - | - | - | - | - |

L'expansion démographique correspond au développement du vignoble et des mines. La chute suit la fermeture des mines, la crise du phylloxéra et la guerre de 1914-1918.

### Cultes

Les vignobles de la côte chalonnaise et du couchois.

## Culture locale et patrimoine

### Lieux et monuments
- Le sommet culminant de la région (546 m) est situé sur le territoire de la commune. Le Mont Rome ou Rome-Château est réputé pour sa vue panoramique qui s’étend de la Saône à l'Autunois. Le site porte des traces d'un château-fort et/ou d'un oppidum sur la Via Agrippa. Il accueille les amateurs d'escalade et un festival de musique classique : « Les Nuits du Mont Rome » chaque année depuis 2001, pendant la dernière semaine de juillet, dans un théâtre à l'antique situé à mi-pente. En 2021 aura donc lieu la 21e édition du vendredi 23 au samedi 31 juillet.
- L'église Saint-Saturnin de Saint-Sernin-du-Plain.
- Églises de Nion et de Mazenay.
- Le hameau de Mazenay, qui revendiqua auprès du Corps législatif en 1857 – sans succès – d'être séparé de Saint-Sernin-du-Plain et reconnu dans un cadre communal[21].
- Le hameau de Cromey, réputé ville en 1261, a été le siège d'une seigneurie importante.

### Personnalités liées à la commune
- François Morin dit « Cromé », seigneur de Cromey, qui prit activement part à la Ligue parisienne (1588-1591)[22] et à qui l'on doit le pamphlet Dialogue d'entre le Maheustre et le Manant (imprimé fin 1593).
- La famille Germain, qui a mis en valeur la plaine de la Mitidja à partir de 1830, dans la ferme Germain Domaine de Mouzaïaville en Algérie (viticulture, orangeraies), est originaire de Saint-Sernin-du-Plain.
- Un "chirurgien" Gaudhey  avait inventé vers 1820 un traitement contre la rage. Sa propre femme, déchirée par un loup enragé, fut une des premières bénéficiaires de son traitement. En 1823, sa veuve voulut obtenir le droit de continuer de traiter les personnes mordues par des animaux enragés mais le ministre de l'Intérieur exigea qu'elle fasse d'abord connaître au Gouvernement le secret de ce traitement, conformément à la loi du 18 août 1810. Il lui demanda de s'abstenir de continuer à exercer sans titres la médecine ou la pharmacie en administrant l'invention de son mari. Cette famille détenait-elle un secret dont le sous-préfet de l'époque disait : « Pour moi, je ne doute nullement de la grande utilité de ce remède » ?

In Archives départementales de Saône-et-Loire (M 105)

### Héraldique
| Blason de Saint-Sernin-du-Plain | Blason  | Écartelé : au 1er d'azur à la tête de crosse d'or mouvant de la pointe, à la bordure componée d'argent et de gueules, au 2e bandé d'or et d'azur à la bordure de gueules, au 3e d'azur à la falaise d'argent mouvant du flanc senestre posée sur un vignoble d'or chargé de l'inscription de sable « Mt ROME » à la bordure de gueules, au 4e d'azur à la gerbe de blé d'or à la bordure componée d'argent et de gueules. |
| Blason de Saint-Sernin-du-Plain | Détails | Le statut officiel du blason reste à déterminer. |

## Pour approfondir